# El mundo de los vampiros
El mundo de los vampiros es una película de terror mexicana de 1961 dirigida por Alfonso Corona Blake y protagonizada por Guillermo Murray, Silvia Fournier, Erna Martha Bauman y Mauricio Garcés.

## Argumento
El inquietante vampiro Sergio Subotai, un elegante y siniestro personaje, tiene bajo sus órdenes a un grupo de vampiros a los que ha recluido en una caverna situada en los sótanos de su mansión y a los que domina a su antojo gracias a las órdenes musicales que les da con un gigantesco órgano. Sergio Subotai quiere vengarse de Colman, último descendiente de un secular enemigo de sus hermanos, a los que dio muerte. Los perversos planes del vampiro fracasan cuando está próximo a cumplir sus deseos y su fin provoca también el de todos sus servidores.

## Reparto
- Guillermo Murray como Conde Sergio Subotai
- Silvia Fournier como Mirta Colman
- Mauricio Garcés como Rodolfo Sabre
- Erna Martha Bauman como Leonor Colman
- José Baviera como Sr. Colman
- Yolanda Margain como esposa secuestrada
- Carlos Nieto como esposo secuestrado
- Maricarmen Vela como invitada a la fiesta
- Alfredo Wally Barrón como Sirviente de Subotai
- Alicia Moreno como invitada a la fiesta
- Álvaro Matute como invitado a la fiesta